# Carolina Hermann
Anna Carolina Hermann (* 3. Januar 1988 in Wuppertal) ist eine deutsche Eistänzerin. Bei den im Dezember 2008 in Oberstdorf ausgetragenen Deutschen Eiskunstlaufmeisterschaften 2009 wurde sie zusammen mit ihrem Bruder Daniel Hermann Deutsche Meisterin im Eistanz.

## Leben
Die ersten Kenntnisse im Eiskunstlauf erlangten die Geschwister im Jahre 1991, erst auf einem zugefrorenen Teich in der Nähe des Elternhauses, später in der Eishalle in Solingen. 1994 traten sie dem Solinger Turnerbund bei.
Ursprünglich trainierten beide für den Einzellauf, erst 1997 wechselten sie als Tanzpaar ans Landesleistungszentrum Dortmund, wo sie zunächst von Oleg Ryjkin trainiert wurden; dessen Nachfolger waren Vitali Schulz (Trainer) und Rostislaw Sinizyn (Choreograph). Zusätzlich wurde das Paar von Bundestrainer Martin Skotnický betreut. Die Geschwister Hermann starteten für den ERC Westfalen Dortmund.
Als Daniel Hermann in der Saison 2008/2009 ein Semester in Vancouver studierte, trainierte das Paar bei Victor Kraatz und dessen Frau Maikki Uotila-Kraatz.
Bei den Europameisterschaften 2009 in Helsinki belegten sie den 12. Platz und qualifizierten sich damit für die Weltmeisterschaften in Los Angeles, wo sie den 17. Platz erreichten. Damit sicherte das Team Deutschland einen Quotenplatz für die Olympischen Spiele in Vancouver.
Im Jahr 2010 trainierte das Paar bei Muriel Zazoui und Romain Haguenauer in Lyon; wieder zurück in Deutschland anschließend bei René Lohse in Berlin.
Im Sommer 2013 beendeten die Geschwister die gemeinsame Karriere wegen der Knieprobleme von Carolina Hermann.
Carolina Hermann studiert Psychologie (Stand: 2015) und strebt eine Karriere als Sportpsychologin an.

## Erfolge/Ergebnisse
(mit Daniel Hermann)
| Wettbewerb/Wintersaison     | 2001/02 | 2002/03 | 2003/04 | 2004/05 | 2005/06 | 2006/07 | 2007/08 | 2008/09 | 2009/10 | 2010/11 | 2011/12 |
| --------------------------- | ------- | ------- | ------- | ------- | ------- | ------- | ------- | ------- | ------- | ------- | ------- |
| Olympische Winterspiele     | –       |         |         |         | –       |         |         |         | –       |         |         |
| Weltmeisterschaften         | –       | –       | –       | –       | –       | –       | –       | 17.     | 22.     | –       | –       |
| Europameisterschaften       | –       | –       | –       | –       | –       | –       | –       | 12.     | –       | –       | –       |
| Juniorenweltmeisterschaften | –       | –       | –       | –       | –       | 10.     | –       | –       | –       | –       | –       |
| Deutsche Meisterschaften    | 4.N     | 3.N     | 4.J     | 2.J     | 2.J     | 1.J     | 3.      | 1.      | 2.      | –       | 3.      |
| Skate Canada                | –       | –       | –       | –       | –       | –       | 8.      | –       | 7.      | –       | –       |
| Nebelhorn Trophy            | –       | –       | –       | –       | –       | –       | 5.      | 7.      | 11.     | –       | –       |
| Rostelecom Cup              | –       | –       | –       | –       | –       | –       | –       | –       | 9.      | –       | –       |

- N = Nachwuchs, J = Junioren
- Quelle: [5], wo nicht anders angegeben